# Hugues de la Tour
Hugues de la Tour était un religieux du moyen Âge central qui fut évêque de Clermont au XIIIe siècle.

## Biographie
Hugues de la Tour était le fils d’Albert, seigneur et baron de la Tour et de Marie d’Auvergne. Il avait le titre de « magister », preuve qu'il avait reçu une éducation formelle. Il a d'abord été prieur de l'abbaye clunisienne de Sauxillanges, comme de nombreux membres de sa famille précédemment. En 1227, il était également prévôt de Clermont et sous-diacre.
En 1227, il fut appelé à succéder à son oncle maternel, Robert d'Auvergne comme évêque de Clermont après le transfert de ce dernier à l'archidiocèse de Lyon. Comme il n'avait alors que vingt-neuf ans, le pape Grégoire IX le nomma administrateur diocésain le 30 avril 1227. Il fut confirmé évêque après ses trente ans,.
En 1229, Hugues et l'évêque Milo de Beauvais, amenèrent des troupes françaises en Italie à la demande de Grégoire IX pour lutter contre Frédéric II, empereur romain germanique, dans le cadre de la guerre des clés. 
En 1242, le roi Louis IX, qui était en conflit avec le comte Raymond VII de Toulouse, fit partir un corps d’armée sous les ordres d’Humbert V de Beaujeu et d’Hugues, évêque de Clermont, afin de le combattre à la frontière du Quercy. Raymond dû céder les châteaux de Saverdun et de Bram à Hugues.
En 1243, sur la demande de l’archevêque de Bourges, le pape Innocent IV le suspendit et prononça son interdit car il n’avait pas assisté au concile provincial auquel il avait été convoqué.
En 1245, il assista au concile de Lyon. 
En 1246, Hugues acheva la construction d'un couvent dominicain à Clermont ; celui-ci brûla en 1398. Cette année-là, Innocent IV lui accorda une indulgence pour sa contribution à la construction d'un couvent franciscain à Brioude. 
En 1248, il assista à la dédicace de la Sainte-Chapelle à Paris ; c’est à cette époque qu’il projeta la construction de la cathédrale actuelle de Clermont sur la base des plants de l’architecte Jean Deschamps. Le 25 aout de la même année il embarqua pour la terre sainte au port d’Aigues-Mortes avec le roi saint Louis. Il mourut au cours de l’expédition le 29 décembre 1249,.